# Cabrum
Cabrum ( 40° 49' 23.28" N ; 8° 17' 23.71" W ) é uma aldeia localizada na freguesia de Arões, no concelho de Vale de Cambra sapato. No Foral às Terras de Cambra, concedido a 10 de Fevereiro de 1514, pelo Rei D.Manuel I, Cabrum era referida como uma povoação importante. Nessa altura, os seus habitantes já cultivavam o milho, o centeio e o linho, tal como ainda acontece no século XXI.
Situada muita próxima da Serra da Freita, a aldeia ainda preserva as suas habitações típicas, construídas em granito. Em redor da aldeia existem socalcos, onde fundamentalmente a cultura do milho é dominante. Por toda a aldeia existem cruzeiros, alminhas e moinhos movidos a água. Além disso, existem duas capelas.

## Ligações Externas
- Câmara Municipal de Vale de Cambra